# The Mad Capsule Markets
The Mad Capsule Markets, originellement connu sous les noms de The Mad Capsule Market's et Berrie, est un groupe japonais de musique électronique et punk rock, originaire de Yokohama. Il est formé en 1985 et séparé en 2006

## Biographie

### Berrie (1985–1990)
En 1985, pendant leur période au lycée, le chanteur Hiroshi Kyono et le guitariste Minoru Kojima forment le groupe de punk rock Berrie. Un an plus tard, le duo est rejoint par le bassiste Takeshi Ueda et le batteur Seto, devenant ainsi un quatuor et jouant aux compétitions Battle of the Bands. Le groupe enregistre une cassette démo trois titres intitulée Poison Revolution, qu'il distribue lui-même.
Leur popularité dans la scène underground japonaise commence à s'accroitre et en 1990 ce succès les mène à ouvrir en concert pour les Red Hot Chili Peppers. Cependant, en quelques mois, le batteur Seto quitte le groupe et est remplacé par Motokatsu Miyagami. En avril 1990, Berrie change son nom pour The Mad Capsule Market's, un terme supposément utilisé pour les distributeurs de betaphenethylamine, une drogue fictive issue de l'ouvrage cyberpunk Neuromancer.

### Débuts (1990–1996)
En août 1990, le nouveau groupe publie le single, Government Wall. En octobre, ils publient leur premier album, Humanity, qui comprend aussi quelques morceaux de Berrie qui rappelle leur son punk rock. Après la sortie de l'album, le guitariste Minoru Kojima quitte le groupe et est remplacé par l'ancien roadie Ai Ishigaki. L'année suivante, The Mad Capsule Markets signe avec la major Victor Entertainment et enregistre un deuxième album, P.O.P. Plus agressif que le premier opus, il est censuré ce qui provoque l'indignation des membres. Les paroles sont écrites par le bassiste Takeshi Ueda inspiré par le marxisme dont les thèmes sont politiques. Dès 1990, leur style musical devient punk influencé notamment par Killing Joke, Aburadako, The Stalin, et la Yellow Magic Orchestra.
Vers 1992, le groupe commence à incorporer des sons samplés et new wave. En 1992, ils enregistrent l'EP Capsule Soup et leur troisième album, Speak!!!!. En 1993, leur quatrième album, Mix-ism, est influencé ska, et en 1994, leur cinquième album Park, avec un style plus lent et mélodique. Enregistré et produit aux États-Unis, leur sixième album, 4 Plugs (1996), est influencé par le heavy metal. Plus tard dans l'année, le groupe publie The Mad Capsule Market's, un best-of qui comprend des morceaux réenregistrés.

### Succès international (1997–2006)
En 1997, ils publient leur deuxième album à l'international, et huitième album au total, Digidogheadlock. En 1999, le groupe publie son album le mieux reconnu à l'international. Osc-Dis (Oscillator in Distortion) est plus orienté pop rock ou mélodique comme Digidogheadlock,. Il est plus à l'international en 2001, et mené par le single Pulse, qui est inclus dans le jeu vidéo Tony Hawk's Pro Skater 3. Leur dixième album, 010, est aussi publié en 2001. En 2004, le groupe produit l'album, Cistm Konfliqt....
En 2005, The Mad Capsule Markets se sépare du label Victor/Invitation et signe avec Sony Music Japan. Ils y publient les compilations 1990–1996 et 1997–2004. Le 5 avril 2006, ils annoncent une pause à durée indéterminée.

## Membres

### Membres actuels
- Hiroshi Kyono – chant (1985–2006)
- Takeshi Ueda – basse, programmation, chœurs (1985–2006)
- Motokatsu Miyagami – batterie/percussions (1990–2006)

### Anciens membres
- Seto – batterie (1985–1990)
- Minoru Kojima (Shin) – guitare (1985–1991; sur scène 2004–2005)
- Ai Ishigaki – guitare, chœurs (1991–1996)

## Discographie
- 1990 : Humanity
- 1991 : P.O.P
- 1992 : Capsule Soup
- 1992 : Speak!!!!
- 1994 : Mix-ism
- 1994 : Park
- 1996 : 4 Plugs
- 1997 : Digidogheadlock
- 1999 : Osc-Dis
- 2001 : 010
- 2004 : Cistm Konfliqt...